# Dibrowa (rejon siewierodoniecki)
Dibrowa (ukr. Діброва, wcześniej Czerwona Dibrowa, ukr. Червона Діброва) – osiedle na Ukrainie, w obwodzie ługańskim, w rejonie siewierodonieckim. W 2001 liczyło 338 mieszkańców, spośród których 281 posługiwało się językiem ukraińskim, 51 rosyjskim, 3 białoruskim, a 3 innym.